# Camille Rast
Camille Rast (* 9. Juli 1999 in Vétroz) ist eine Schweizer Skirennfahrerin. Sie ist auf die Disziplinen Riesenslalom und Slalom spezialisiert. Ihr bisher grösster Erfolg ist der Gewinn der Goldmedaille im Slalom bei den Alpinen Skiweltmeisterschaften 2025 in Saalbach.

## Biografie
Rast begann mit dem Skifahren noch vor ihrem zweiten Geburtstag und nahm bereits als Fünfjährige an Rennen teil. Im November 2015 trat sie im Alter von 16 Jahren erstmals zu FIS-Rennen an. Nach mehreren guten Ergebnissen folgten bereits zwei Monate später Einsätze im Europacup. Erstmals in die Punkteränge fuhr sie am 7. Januar 2016 beim Europacupslalom von Zinal. Eine Woche später gelang ihr der erste Sieg in einem FIS-Rennen. Zu Beginn der darauf folgenden Saison erhielt Rast im Alter von 17 Jahren ein Aufgebot für den Weltcup-Riesenslalom von Sölden am 22. Oktober 2016: Mit Startnummer 60 verpasste sie bei ihrer Weltcup-Premiere als 32. nur knapp die Qualifikation für den zweiten Durchgang. Am 8. Dezember 2016 schaffte sie mit Platz 3 im Riesenslalom von Kvitfjell die erste Europacup-Podestplatzierung. Bei ihrem insgesamt fünften Weltcuprennen, dem Riesenslalom von Kronplatz am 24. Januar 2017, fuhr Rast überraschend auf den 9. Platz und gewann somit erstmals Weltcuppunkte.
Bei den Juniorenweltmeisterschaften 2017 in Åre gewann Rast die Goldmedaille im Slalom, bei den Juniorenweltmeisterschaften 2018 in Davos die Goldmedaille im Mannschaftswettbewerb. Einen grossen Teil der Saison 2017/18 konnte sie nicht bestreiten, da sie im Sommer zuvor an Pfeifferschem Drüsenfieber erkrankt war und eine längere Trainingspause einlegen musste. In der Saison 2018/19 konnte Rast wieder an ihre alten Erfolge anknüpfen; sie wurde an den Juniorenweltmeisterschaften 2019 im Fassatal Zweite im Riesenslalom. Bei den Schweizer Meisterschaften zu Ende der Saison feierte sie vor Wendy Holdener den Meistertitel im Riesenslalom. Tags darauf stürzte sie kurz vor der Zieleinfahrt des Slaloms, riss sich ein Kreuzband und verletzte sich zudem am Meniskus. Ein operativer Eingriff erfolgte erst nach einer längeren Rehabilitation.
Zu Beginn der Saison 2020/21 gab Rast ihr Comeback. Sie gewann zunächst ein FIS-Rennen und erzielte zwei Europacup-Podestplätze, während zählbare Ergebnisse im Weltcup zunächst ausblieben. Am 12. Januar 2021 fuhr sie im Weltcupslalom von Flachau mit der hohen Startnummer 57 auf den sechsten Platz und qualifizierte sich damit auch für die Weltmeisterschaft in Cortina d’Ampezzo, wo sie den achten Platz belegte. Am 11. Januar 2022 fuhr sie im Slalom von Schladming auf Platz 4; dieses Ergebnis egalisierte sie am 21. Januar 2024 im Slalom von Jasná.
Zu Beginn der Saison 2024/25 stand sie am 23. November 2024 als Dritte des Slaloms von Gurgl erstmals auf dem Podest. Eine Woche später egalisierte sie in Killington auch ihr erstes Podest in der Disziplin Riesenslalom. Am darauffolgenden 1. Dezember gewann Rast auf demselben Hang im Slalom ihr erstes Weltcuprennen.
Am 14. Januar 2025 feierte sie im Slalom in Flachau ihren zweiten Weltcupsieg. Bei den Alpinen Skiweltmeisterschaften 2025 in Saalbach wurde sie am 15. Februar in dieser Disziplin Weltmeisterin. Zuletzt hatte 34 Jahre zuvor mit Vreni Schneider eine Schweizerin die WM-Goldmedaille im Slalom gewonnen.

## Erfolge

### Olympische Spiele
- Peking 2022: 7. Slalom, 16. Riesenslalom

### Weltmeisterschaften
- St. Moritz 2017: 4. Mannschaftswettbewerb, 28. Riesenslalom
- Cortina d’Ampezzo 2021: 4. Mannschaftswettbewerb, 8. Slalom
- Méribel 2023: 12. Parallelrennen, 14. Riesenslalom, 27. Slalom
- Saalbach-Hinterglemm 2025: 1. Slalom, 7. Team-Kombination, 11. Riesenslalom

### Weltcup
- 4 Podestplätze, davon 2 Siege:

| Nr. | Datum            | Ort        | Land       | Disziplin |
| --- | ---------------- | ---------- | ---------- | --------- |
| 1.  | 1. Dezember 2024 | Killington | USA        | Slalom    |
| 2.  | 14. Januar 2025  | Flachau    | Österreich | Slalom    |

- 1 Podestplatz in Mannschaftswettbewerben

### Weltcupwertungen
| Saison  | Gesamt | Gesamt | Riesenslalom | Riesenslalom | Slalom | Slalom | Parallel | Parallel |
| Saison  | Platz  | Punkte | Platz        | Punkte       | Platz  | Punkte | Platz    | Punkte   |
| ------- | ------ | ------ | ------------ | ------------ | ------ | ------ | -------- | -------- |
| 2016/17 | 90.    | 29     | 35.          | 29           | –      | –      | –        | –        |
| 2017/18 | 117.   | 9      | 43.          | 9            | –      | –      | –        | –        |
| 2018/19 | 120.   | 8      | 49.          | 8            | –      | –      | –        | –        |
| 2020/21 | 52.    | 103    | 49.          | 10           | 20.    | 93     | –        | –        |
| 2021/22 | 38.    | 231    | 16.          | 119          | 20.    | 106    | 25.      | 6        |
| 2022/23 | 52.    | 145    | 31.          | 48           | 25.    | 97     | –        | –        |
| 2023/24 | 20.    | 412    | 20.          | 122          | 9.     | 290    | –        | –        |
| 2024/25 | 6.     | 736    | 10.          | 244          | 3.     | 492    | –        | –        |

### Europacup
- Saison 2016/17: 9. Gesamtwertung, 5. Slalomwertung, 8. Riesenslalomwertung
- Saison 2021/22: 10. Riesenslalomwertung
- 6 Podestplätze, davon 2 Siege:

| Datum             | Ort      | Land    | Disziplin    |
| ----------------- | -------- | ------- | ------------ |
| 19. März 2017     | Innichen | Italien | Slalom       |
| 12. Dezember 2021 | Andalo   | Italien | Riesenslalom |

### Juniorenweltmeisterschaften
- Åre 2017: 1. Slalom, 4. Kombination, 12. Riesenslalom, 14. Super-G
- Davos 2018: 1. Mannschaftswettbewerb
- Fassatal 2019: 2. Riesenslalom, 6. Slalom, 9. Alpine Kombination, 24. Super-G

### Weitere Erfolge
- 2 Schweizer Meistertitel (Riesenslalom 2019 und 2021)
- 4 Siege in FIS-Rennen